# La gente de Vicente
La gente de Vicente es una historieta de 1979 del dibujante de cómics español Francisco Ibáñez protagonizada por Mortadelo y Filemón.  

## Sinopsis
Ante la creciente ola de criminalidad que asola al país el "Súper" decide crear un grupo de élite como Los hombres de Harrelson -por esto lo llama "La gente de Vicente". Como no dispone de nadie más, no le queda más remedio que recurrir a Mortadelo y Filemón.
La mitad de los casos a resolver suelen ser disparatados malentendidos y no hay ningún crimen. Y cuando hay un crimen de verdad, o bien Mortadelo y Filemón marran la misión, o bien la resuelven pero a lo bestia.